# Edward Męczennik
Edward Męczennik (ur. ok. 962, zm. 18 marca 978) – król Anglii (od 8 lipca 975 do 18 marca 978), męczennik i święty Kościoła katolickiego, prawosławnego i anglikańskiego.

## Życiorys
Był najstarszym synem króla Edgara I i jego pierwszej żony, Ethelfledy Pięknej, córki earla Ordmaera. Tron objął po śmierci swojego ojca. Jego prawa do tronu były kwestionowane przez drugą żonę Edgara I, Elfridę, która wolałaby widzieć na tronie swojego syna, Ethelreda. Edwarda poparł jednak biskup Canterbury, św. Dunstan, oraz możni zgromadzeni na Witanie.
Według kronik Edward był młodym mężczyzną o wielkiej pobożności i wspaniałym zachowaniu. Prowadził prawowierne, dobre i święte życie. Ponad wszystko umiłował Boga i Kościół. Był hojny dla biednych, przystępny dla dobrych, wierny wierze chrystusowej, był naczyniem wypełnionym wszelkimi darami Boga.
Pierwszym problemem, który stanął przed nowym królem, były liczne napady możnowładców na klasztory ufundowane przez króla Edgara, leżące na ziemiach pożądanych przez tanów. Wiele klasztorów zostało zniszczonych, a mnisi zmuszeni do ucieczki. Edward stanął w tym sporze po stronie Kościoła, co spowodowało, że możni doszli do porozumienia z macochą Edwarda i podjęli decyzję o odsunięciu go od władzy i wprowadzeniu na tron Ethelreda.

### Śmierć
Edward został zamordowany 18 marca 978 roku w pobliżu Corfe w hrabstwie Dorset. Najwcześniejsze przekazy na ten temat nie podają sprawców, choć wspominają, że byli to ludzie związani z przyrodnim bratem króla i jego matką, Elfridą. Ciało króla miało być najpierw złożone bez zachowania honorów, być może w Wareham, a w późniejszym okresie wydobyte i przeniesione do Shaftesbury.
Późniejsi kronikarze, piszący już w czasach, kiedy rozpoczął się kult Edwarda jako męczennika, obwiniają wprost za śmierć króla królową Elfrydę.
Pomimo że zabójstwa króla Edwarda dokonano na tle politycznym, Kościół w Anglii uważa go za męczennika, który poniósł śmierć z rąk pogan.

## Kult
W okolicy zabójstwa Edwarda mieszkała pewna kobieta, ślepa od urodzenia. Nocą po zabójstwie króla owa kobieta ujrzała jasne światło. Krzyknęła Panie, zmiłuj się! i nagle odzyskała wzrok. To ona odnalazła ciało zamordowanego króla.
Na miejscu cudu stoi obecnie kościół pod wezwaniem św. Edwarda. Grób króla rychło stał się miejscem licznych pielgrzymek i cudów, a jego relikwie zostały uroczyście przeniesione do opactwa w Shaftesbury przez ówczesnego biskupa Canterbury św. Dunstana (+988).
Szczątki króla odnalezione zostały podczas prac archeologicznych na terenie opactwa w 1931 roku, następnie przeniesione na cmentarz Brookwood.
Wspomnienie liturgiczne św. Edwarda w Kościele katolickim obchodzone jest w dzienną pamiątkę śmierci (18 marca).
Kościół prawosławny, z uwagi na liturgię według kalendarza juliańskiego, wspomina męczennika 18/31 marca, tj. 31 marca według kalendarza gregoriańskiego.
W ikonografii wschodniej święty przedstawiany jest jako bezbrody kilkunastoletni młodzieniec w koronie i zapiętym pod szyją długim królewskim płaszczu. W ręce trzyma krzyż. W sztuce zachodniej jego atrybutami są dodatkowo sztylet i puchar z wężem.